# Фелікс Маллум
Фелікс Маллум (фр. Félix Malloum Ngakoutou Bey-Ndi; 13 вересня 1932, Форт-Аршамбо, нині Сарх, Середнє Шарі, Чад — 12 червня 2009, Париж, Франція) — чадський військовий і політичний діяч, президент Чаду в 1978–1979 роках і прем'єр-міністр (1975-1978).

## Військова кар'єра
Фелікс Маллум — виходець з південної (християнської) частини Чаду, з префектури Середнє Шарі, належить до етнічної групи сара. Народився 13 вересня, за іншими даними 10 вересня 1932 року. Він обрав кар'єру професійного військового і дослужився до чину полковника. В 1971 році був призначений тодішнім президентом Чаду Франсуа Томбалбаєм начальником штабу чадської армії. В 1973 році він був звинувачений у заколоті проти президента і потрапив в ув'язнення.

## Президент
13 квітня 1975 в результаті військового перевороту президент Томбалбай був відсунутий від влади і вбитий. Через два дні Маллум, тепер вже генерал, був проголошений заколотниками президентом Чаду. Він сформував уряд, до складу якого увійшли як військові, так і цивільні діячі. Маллум проголосив політику національного примирення, прагнучі закінчити громадянську війну у країні. Маллум також зробив спробу налагодити відносини з Лівією, в результаті чого стосунки із Францією дещо похолодніли. Втім, порозуміння з Лівією тривало дуже недовго, позаяк уряд Маллума виступав проти лівійської окупації Смуги Аузу — спірної території на півночі Чаду. У квітні 1976 року при підтримці лівійського лідера Муаммара Каддафі був влаштований невдалий замах на Маллума, і Лівія підсилила допомогу повстанському руху FROLINAT, що діяв на півночі країни; це призвело до нового зближення між Чадом і Францією. 31 березня 1977 був придушений новий заколот армійських офіцерів проти Маллума.
Ще в 1976 році у FROLINAT стався розкол, в результаті якого антилівійські фракції, які не погоджувалися з окупацією Лівією Смуги Аузу, вийшли зі складу руху і заснували окрему організацію — Збройні сили Півночі (FAN). В 1978 році Маллум підписав угоду про примирення з лідером FAN Хіссеном Хабре, який 20 серпня 1978 зайняв посаду прем'єр-міністра Чаду (до того обов'язки прем'єра виконував сам Маллум). Збройні загони FAN не були роззброєні, а мали увійти до складу урядової армії. В той же час на півночі країни тривали важкі бої з пролівійськими повстанцями Гукуні Уеддея, підтримуваними Лівією. Навесні 1978 року лише втручання Франції врятувало столицю країни Нджамену від захоплення повстанцями.
Мирне співіснування між збройними загонами Маллума і Хабре трималося недовго; 12 лютого 1979 року дріб'язковий інцидент у Нджамені переріс у запеклий бій; 19 лютого у місто увійшли загони Гукуні, які підтримали Хабре. Протистояння тривало кілька тижнів і закінчилося скликанням мирної конференції у нігерійському місті Кано. Під тиском з боку африканських країн 19 березня Маллум був змушений піти у відставку і передати повноваження Державній раді під головуванням Гукуні.
Маллум покинув країну й оселився у вигнанні у Нігерії. Тим часом громадянська війна у Чаді та лівійсько-чадський конфлікт спалахнули с новою силою.

## Повернення на батьківщину
31 травня 2002, після 23 років життя у вигнанні Маллум повернувся до Нджамени, де був тепло зустрінутий урядом. Президент Ідріс Дебі подарував йому чин генерал-майора; Маллум також отримав усі привілеї, якими, згідно з чадськими законами, користуються колишні президенти, зокрема сплачуване державним бюджетом житло, два службових автомобіля з водіями, медичне страхування і довічну пенсію.
Помер 12 червня 2009 в госпіталі в Парижі.

## Виноски
1. 1 2  Munzinger Personen
2. 1 2 3 4  Fichier des personnes décédées mirror
3. ↑  http://www.jeuneafrique.com/Article/DEPAFP20090612T224242Z/-France-Deces-Jacques-Chirac-Hissene-Habre-Deces-de-l-ex-president-Felix-Malloum.html
4. ↑  M. Brecher & J. Wilkenfeld, p. 85
5. ↑  K. Pollack, p. 376
6. ↑  M. Azevedo, p. 102
7. ↑  de Lespinois, Jérôme (червень 2005). L'emploi de la force aérienne au Tchad (1967–1987) (PDF). Penser les Ailes françaises (6): 65—74. Архів оригіналу (PDF) за 5 березня 2009. Процитовано 18 листопада 2007. [Архівовано 25 листопада 2006 у Wayback Machine.] (фр.)
8. ↑  M. Azevedo, pp. 104—105, 119, 135
9. ↑  Félix Malloum. Retour à N'Djamena de l'ancien président tchadien. Afrique Express (№ 251). 18 червня 2002. Архів оригіналу за 4 жовтня 2006. Процитовано 18 листопада 2007. {{cite journal}}: |issue= має зайвий текст (довідка) (фр.)
10. ↑  Décès de l'ex-président Félix Malloum, Jeune Afrique, 13 червня 2009 (фр.)